# Centralkommissionen för konst
Centralkommissionen för konst (finska: Taiteen keskustoimikunta) var ett finländskt statligt organ för kulturstöd.
Den finlandssvenska termen konst (finska: taide) inkluderar bland annat arkitektur, filmkonst, litteratur, scenkonst och tonkonst, och motsvarar det rikssvenska begreppet kultur. Centralkommissionen för konst har i Sverige sin närmaste motsvarighet i Statens kulturråd.
Från 1947 och nära två decennier framåt hanterades stödet för såväl kultur som vetenskap av den dåvarande Finlands Akademi, men efter nybildningen 1970 hanterar Finlands Akademi enbart vetenskaplig forskning. Centralkommissionen för konst, som tillkom genom 1968 års lag om organisering av konstens främjande, var samordnande organ för nio konstkommissioner (filmkonst, litteratur, bildkonst, formgivning, scenkonst, arkitektur, tonkonst, danskonst, fotokonst) och bestod av ordförande för var och en av dessa samt ytterligare sex ledamöter. Statsrådet (regeringen) utsåg centralkommissionens ordförande och vice ordförande för tre år i taget. Från början av 2010 till slutet av 2012 var Leif Jakobsson ordförande och Tuula-Liina Varis vice ordförande.
Centralkommissionens uppgift var att utarbeta förslag till riktlinjer för kulturstödet, att yttra sig i frågor som rör mer än en konstgren och att lämna förslag till statens konstbudget. Budgeten beslutades av Finlands riksdag och förvaltades inom statsrådet av undervisningsministeriet. En stor del av konstbudgeten finansierades med tipsvinstmedel.
Centralkommissionen lämnade förslag vid utnämnandet av konstnärsprofessorer och hederstiteln konstens akademiker. De nio konstkommissionerna, som vardera kunde ha elva ledamöter, delade inom sina respektive områden ut konstnärsstipendier och statens konstpris, samt avgav utlåtanden till centralkommissionen.
Centralkommissionen för konst ersattes 2013 av Centret för konstfrämjande.
Ordförande
- 2004-08 - Hannu Saha
- 2009 - Berndt Arell
- 2010-12 - Leif Jakobsson